# Liste der denkmalgeschützten Objekte in Banská Štiavnica/0–M
Die Liste der denkmalgeschützten Objekte in Banská Štiavnica/0–M enthält die 114 nach slowakischen Denkmalschutzvorschriften geschützten Objekte in der Gemeinde Banská Štiavnica im Okres Banská Štiavnica mit der Adresse ohne Straßennamen und Straßen beginnend mit A–M.

## Denkmäler
| Foto |                 | Denkmal / č. ÚZPF                                             | Standort / Konskr. Nr.                                               | Offizielle Beschreibung                                | Beschreibung                                                                | Metadaten                                                                 |
| ---- | --------------- | ------------------------------------------------------------- | -------------------------------------------------------------------- | ------------------------------------------------------ | --------------------------------------------------------------------------- | ------------------------------------------------------------------------- |
| ja   | Datei hochladen | Schule(sk) ObjektID: 602-11923/0                              | Standort KG: Banky Konskr.Nr.:                                       | solitér - ev.škola s modlitebňou                       |                                                                             | č. NKP: 602-11923/0 Stand des NKP: 2013-08-23 Name: ŠKOLA                 |
| BW   | Datei hochladen | Glockenturm(sk) ObjektID: 602-11924/0                         | 119 Standort KG: Banky Konskr.Nr.: 119                               | murovaná - zvonica                                     |                                                                             | č. NKP: 602-11924/0 Stand des NKP: 2013-08-26 Name: ZVONICA               |
| BW   | Datei hochladen | Wasserspeicher(sk) ObjektID: 602-3260/0                       | Standort KG: Banky Konskr.Nr.:                                       | Bancianske jazero                                      | Bancianskesee                                                               | č. NKP: 602-3260/0 Stand des NKP: 2012-02-08 Name: NÁDRŽ VODNÁ            |
| BW   | Datei hochladen | Schacht(sk) ObjektID: 602-2603/0                              | Standort KG: Banská Štiavnica Konskr.Nr.:                            | Weiden šachta                                          | Schacht Weiden                                                              | č. NKP: 602-2603/0 Stand des NKP: 2012-02-08 Name: ŠACHTA                 |
| BW   | Datei hochladen | Siedlung(sk) ObjektID: 602-2922/1                             | Standort KG: Banská Štiavnica Konskr.Nr.:                            |                                                        |                                                                             | č. NKP: 602-2922/1 Stand des NKP: 2012-02-08 Name: SÍDLISKO               |
| BW   | Datei hochladen | Wasserreservoir(sk) ObjektID: 602-3261/0                      | Standort KG: Banská Štiavnica Konskr.Nr.:                            | Belianske jazero                                       | Belianskesee                                                                | č. NKP: 602-3261/0 Stand des NKP: 2012-02-08 Name: NÁDRŽ VODNÁ            |
| BW   | Datei hochladen | Stausee(sk) Tajchy ObjektID: 602-3263/0                       | Standort KG: Banská Štiavnica Konskr.Nr.:                            | Cervenostudnianske j                                   | See Cervenostudnianske                                                      | č. NKP: 602-3263/0 Stand des NKP: 2012-02-08 Name: NÁDRŽ VODNÁ            |
| ja   | Datei hochladen | Stausee(sk) Tajchy ObjektID: 602-3267/0                       | Standort KG: Banská Štiavnica Konskr.Nr.:                            | Jazero Klinger                                         | Stausee Klinger                                                             | č. NKP: 602-3267/0 Stand des NKP: 2012-02-08 Name: NÁDRŽ VODNÁ            |
| ja   | Datei hochladen | Stausee(sk) Tajchy ObjektID: 602-3271/0                       | Standort KG: Banská Štiavnica Konskr.Nr.:                            | Jazero Pocúvadlo                                       | Stausee Pocúvadlo                                                           | č. NKP: 602-3271/0 Stand des NKP: 2012-02-08 Name: NÁDRŽ VODNÁ            |
| BW   | Datei hochladen | Stausee(sk) Tajchy ObjektID: 602-3272/0                       | Standort KG: Banská Štiavnica Konskr.Nr.:                            | rezervoár pitnej vody - Rozgrundské jazero             | See Rozgrundské                                                             | č. NKP: 602-3272/0 Stand des NKP: 2012-02-08 Name: NÁDRŽ VODNÁ            |
| ja   | Datei hochladen | Bürgerhaus(sk) ObjektID: 602-3314/0                           | Akademická ul. 1 Standort KG: Banská Štiavnica Konskr.Nr.: 326       | nárožný                                                | Eckhaus                                                                     | č. NKP: 602-3314/0 Stand des NKP: 2012-02-08 Name: DOM MEŠTIANSKY         |
| ja   | Datei hochladen | Bürgerhaus(sk) ObjektID: 602-3313/0                           | Akademická ul. 2 Standort KG: Banská Štiavnica Konskr.Nr.: 327,1791  | radový                                                 | Reihenhaus                                                                  | č. NKP: 602-3313/0 Stand des NKP: 2012-02-08 Name: DOM MEŠTIANSKY         |
| ja   | Datei hochladen | Kirche(sk) ObjektID: 602-2486/1                               | Akademická ul. 3 Standort KG: Banská Štiavnica Konskr.Nr.: 328       | r.k.Nanebovzatia P.M. - Kostol farský                  | römisch-katholische Pfarrkirche Mariä Himmelfahrt                           | č. NKP: 602-2486/1 Stand des NKP: 2012-02-08 Name: KOSTOL                 |
| ja   | Datei hochladen | ehemaliges Kloster(sk) ObjektID: 602-2486/2                   | Akademická ul. 3 Standort KG: Banská Štiavnica Konskr.Nr.: 328       | skúmané ciastocne - dominikánsky kláštor-suterén       | skúmané ciastocner Keller - Dominikanerkloster                              | č. NKP: 602-2486/2 Stand des NKP: 2012-02-08 Name: KLÁŠTOR ZANIKNUTÝ      |
| ja   | Datei hochladen | Bürgerhaus(sk) ObjektID: 602-2502/0                           | Akademická ul. 4 Standort KG: Banská Štiavnica Konskr.Nr.: 329       | radový                                                 | Reihenhaus                                                                  | č. NKP: 602-2502/0 Stand des NKP: 2012-02-08 Name: DOM MEŠTIANSKY         |
| ja   | Datei hochladen | Bürgerhaus(sk) ObjektID: 602-2501/0                           | Akademická ul. 5 Standort KG: Banská Štiavnica Konskr.Nr.: 330       |                                                        |                                                                             | č. NKP: 602-2501/0 Stand des NKP: 2012-02-08 Name: DOM MEŠTIANSKY         |
| ja   | Datei hochladen | Bürgerhaus(sk) ObjektID: 602-2500/0                           | Akademická ul. 6 Standort KG: Banská Štiavnica Konskr.Nr.: 331       | radový                                                 | Reihenhaus                                                                  | č. NKP: 602-2500/0 Stand des NKP: 2012-02-08 Name: DOM MEŠTIANSKY         |
| ja   | Datei hochladen | Bürgerhaus(sk) ObjektID: 602-2499/0                           | Akademická ul. 8 Standort KG: Banská Štiavnica Konskr.Nr.: 333       | Stará pošta                                            | alte Post                                                                   | č. NKP: 602-2499/0 Stand des NKP: 2012-02-08 Name: DOM MEŠTIANSKY         |
| ja   | Datei hochladen | Bürgerhaus(sk) ObjektID: 602-2498/0                           | Akademická ul. 9 Standort KG: Banská Štiavnica Konskr.Nr.: 334       | radový                                                 | Reihenhaus                                                                  | č. NKP: 602-2498/0 Stand des NKP: 2012-02-08 Name: DOM MEŠTIANSKY         |
| ja   | Datei hochladen | Bürgerhaus(sk) ObjektID: 602-2497/0                           | Akademická ul. 10 Standort KG: Banská Štiavnica Konskr.Nr.: 335      | nárožný                                                | Eckhaus                                                                     | č. NKP: 602-2497/0 Stand des NKP: 2012-02-08 Name: DOM MEŠTIANSKY         |
| ja   | Datei hochladen | Gedenktafel(sk) ObjektID: 602-3020/0                          | Akademická ul. 11 Standort KG: Banská Štiavnica Konskr.Nr.: 336      | Göllnerová-Gwerková - 1905-1944,lit.ved.               | Alžbeta Göllnerová-Gwerková,Slowakische Literaturhistorikerin, Übersetzerin | č. NKP: 602-3020/0 Stand des NKP: 2012-02-08 Name: TABULA PAMÄTNÁ         |
| ja   | Datei hochladen | Akademie(sk) ObjektID: 602-2503/1                             | Akademická ul. 12 Standort KG: Banská Štiavnica Konskr.Nr.: 337      | Býv.chem.laboratór.                                    | Früheres Chemielabor                                                        | č. NKP: 602-2503/1 Stand des NKP: 2012-02-08 Name: AKADÉMIA               |
| ja   | Datei hochladen | Akademie(sk) ObjektID: 602-2503/2                             | Akademická ul. 13 Standort KG: Banská Štiavnica Konskr.Nr.: 338      | banícka                                                | Akademie für Bergbau                                                        | č. NKP: 602-2503/2 Stand des NKP: 2012-02-08 Name: AKADÉMIA               |
| ja   | Datei hochladen | Bürgerhaus(sk) ObjektID: 602-2496/0                           | Akademická ul. 14 Standort KG: Banská Štiavnica Konskr.Nr.: 339      | solitér - Cigerov dom                                  | Haus Cigerov                                                                | č. NKP: 602-2496/0 Stand des NKP: 2012-02-08 Name: DOM MEŠTIANSKY         |
| ja   | Datei hochladen | Bürgerhaus(sk) ObjektID: 602-2495/0                           | Akademická ul. 15 Standort KG: Banská Štiavnica Konskr.Nr.: 340      | solitér                                                |                                                                             | č. NKP: 602-2495/0 Stand des NKP: 2012-02-08 Name: DOM MEŠTIANSKY         |
| ja   | Datei hochladen | Akademie(sk) ObjektID: 602-2503/3                             | Akademická ul. 16 Standort KG: Banská Štiavnica Konskr.Nr.: 341      | lesnícka                                               | Akademie für Forstwirtschaft                                                | č. NKP: 602-2503/3 Stand des NKP: 2012-02-08 Name: AKADÉMIA               |
| ja   | Datei hochladen | Gedenktafel(sk) ObjektID: 602-2503/4                          | Akademická ul. Standort KG: Banská Štiavnica Konskr.Nr.:             | výr.zal.akadémie 200 r.                                | 200 Jahre Akademie                                                          | č. NKP: 602-2503/4 Stand des NKP: 2012-02-08 Name: TABULA PAMÄTNÁ         |
| ja   | Datei hochladen | Akademie(sk) ObjektID: 602-2503/5                             | Akademická ul. 25 Standort KG: Banská Štiavnica Konskr.Nr.:          | lesnícka katedra - Fortúna,Gerambov dom                | Forstamt - Haus Gerambov                                                    | č. NKP: 602-2503/5 Stand des NKP: 2012-02-08 Name: AKADÉMIA               |
| ja   | Datei hochladen | Zaun(sk) ObjektID: 602-2503/13                                | Akademická ul. 0 Standort KG: Banská Štiavnica Konskr.Nr.:           | botanická - Botanická záhrada                          | Botanischer Garten                                                          | č. NKP: 602-2503/13 Stand des NKP: 2012-02-08 Name: ZÁHRADA               |
|      | Datei hochladen | Denkmal(sk) ObjektID: 602-2503/14                             | Akademická ul. KG: Banská Štiavnica Konskr.Nr.:                      | lesnícki odborníci                                     | für die Forstwissenschaftler                                                | č. NKP: 602-2503/14 Stand des NKP: 2012-02-08 Name: POMNÍK                |
| ja   | Datei hochladen | Plastik(sk) ObjektID: 602-2503/15                             | Akademická ul. 0 Standort KG: Banská Štiavnica Konskr.Nr.:           | Sládkovic A. - 1820-1872,básnik                        | Andrej Sládkovič, Dichter                                                   | č. NKP: 602-2503/15 Stand des NKP: 2012-02-08 Name: PLASTIKA              |
| BW   | Datei hochladen | Stahlwerk(sk) ObjektID: 602-2731/0                            | Antolská ul. 27 Standort KG: Banská Štiavnica Konskr.Nr.: 1573       | Dolná huta                                             | Niederhütte                                                                 | č. NKP: 602-2731/0 Stand des NKP: 2012-02-08 Name: TAVIAREN               |
| BW   | Datei hochladen | Gebäude in regionaltypischem Baustil(sk) ObjektID: 602-3315/0 | Augustu J. ul. 8 Standort KG: Banská Štiavnica Konskr.Nr.:           | solitér                                                |                                                                             | č. NKP: 602-3315/0 Stand des NKP: 2012-02-08 Name: DOM LUDOVÝ             |
| BW   | Datei hochladen | Villa(sk) ObjektID: 602-11625/1                               | Botanická ul. 2 Standort KG: Banská Štiavnica Konskr.Nr.: 354        | solitér - vila ucitela ban.a les.akadém.               | Villa für Lehrer der Forstakademie                                          | č. NKP: 602-11625/1 Stand des NKP: 2012-02-08 Name: VILA                  |
| BW   | Datei hochladen | Garten(sk) ObjektID: 602-11625/2                              | Botanická ul. 2 Standort KG: Banská Štiavnica Konskr.Nr.: 354        |                                                        |                                                                             | č. NKP: 602-11625/2 Stand des NKP: 2012-02-08 Name: ZÁHRADA               |
| BW   | Datei hochladen | Bürgerhaus(sk) ObjektID: 602-11711/0                          | Botanická ul. 11 Standort KG: Banská Štiavnica Konskr.Nr.: 363       | solitér,nárožný - meštiansky dom                       |                                                                             | č. NKP: 602-11711/0 Stand des NKP: 2010-08-24 Name: DOM MEŠTIANSKY        |
| ja   | Datei hochladen | Bürgerhaus(sk) ObjektID: 602-10847/0                          | Bottova ul. 1 Standort KG: Banská Štiavnica Konskr.Nr.: 265          | nárožný                                                | Eckhaus                                                                     | č. NKP: 602-10847/0 Stand des NKP: 2012-02-08 Name: DOM MEŠTIANSKY        |
| ja   | Datei hochladen | Bürgerhaus(sk) ObjektID: 602-3316/0                           | Bottova ul. 2 Standort KG: Banská Štiavnica Konskr.Nr.: 266          | radový                                                 | Reihenhaus                                                                  | č. NKP: 602-3316/0 Stand des NKP: 2012-02-08 Name: DOM MEŠTIANSKY         |
| ja   | Datei hochladen | Bürgerhaus(sk) ObjektID: 602-2578/0                           | Dolná Resla 2 Standort KG: Banská Štiavnica Konskr.Nr.: 494          |                                                        |                                                                             | č. NKP: 602-2578/0 Stand des NKP: 2012-02-08 Name: DOM MEŠTIANSKY         |
| ja   | Datei hochladen | Bürgerhaus(sk) ObjektID: 602-11325/0                          | Dolná Resla 3 Standort KG: Banská Štiavnica Konskr.Nr.: I.495        | sienový,solitér                                        |                                                                             | č. NKP: 602-11325/0 Stand des NKP: 2012-02-08 Name: DOM MEŠTIANSKY        |
| ja   | Datei hochladen | Bergbaugebäude(sk) ObjektID: 602-3324/0                       | Dolná Resla 10 Standort KG: Banská Štiavnica Konskr.Nr.:             |                                                        |                                                                             | č. NKP: 602-3324/0 Stand des NKP: 2012-02-08 Name: DOM BANÍCKY            |
| ja   | Datei hochladen | DOM BANÍCKY ObjektID: 602-11327/0                             | Dolná Resla 11 Standort KG: Banská Štiavnica Konskr.Nr.: 503         | solitér                                                |                                                                             | č. NKP: 602-11327/0 Stand des NKP: 2012-02-08 Name: DOM BANÍCKY           |
| ja   | Datei hochladen | Bergbaugebäude(sk) ObjektID: 602-3325/0                       | Dolná Resla 19 Standort KG: Banská Štiavnica Konskr.Nr.: 511         | kamen                                                  |                                                                             | č. NKP: 602-3325/0 Stand des NKP: 2012-02-08 Name: DOM BANÍCKY            |
| ja   | Datei hochladen | Bürgerhaus(sk) ObjektID: 602-3350/0                           | Dolná Ružová ul. 1 Standort KG: Banská Štiavnica Konskr.Nr.: 215     | radový                                                 | Reihenhaus                                                                  | č. NKP: 602-3350/0 Stand des NKP: 2012-02-08 Name: DOM MEŠTIANSKY         |
| ja   | Datei hochladen | Bürgerhaus(sk) ObjektID: 602-11627/0                          | Dolná Ružová ul. 3 Standort KG: Banská Štiavnica Konskr.Nr.: 217     | radový - dom so štôlnou pod Glanzenberg                | Reihenhaus - Haus mit Galerie unter dem Glanzenberg                         | č. NKP: 602-11627/0 Stand des NKP: 2012-02-08 Name: DOM MEŠTIANSKY        |
| ja   | Datei hochladen | Bürgerhaus(sk) ObjektID: 602-3351/0                           | Dolná Ružová ul. 4 Standort KG: Banská Štiavnica Konskr.Nr.: 218     | radový                                                 | Reihenhaus                                                                  | č. NKP: 602-3351/0 Stand des NKP: 2012-02-08 Name: DOM MEŠTIANSKY         |
| ja   | Datei hochladen | Bürgerhaus(sk) ObjektID: 602-2541/0                           | Dolná Ružová ul. 5 Standort KG: Banská Štiavnica Konskr.Nr.: 219     | radový                                                 | Reihenhaus                                                                  | č. NKP: 602-2541/0 Stand des NKP: 2012-02-08 Name: DOM MEŠTIANSKY         |
| ja   | Datei hochladen | Bürgerhaus(sk) ObjektID: 602-2542/0                           | Dolná Ružová ul. 6 Standort KG: Banská Štiavnica Konskr.Nr.: 220     | radový                                                 | Reihenhaus                                                                  | č. NKP: 602-2542/0 Stand des NKP: 2012-02-08 Name: DOM MEŠTIANSKY         |
| ja   | Datei hochladen | Bürgerhaus(sk) ObjektID: 602-2543/0                           | Dolná Ružová ul. 7 Standort KG: Banská Štiavnica Konskr.Nr.: 221     | priechodový,radový                                     | Reihenhaus mit Durchgang                                                    | č. NKP: 602-2543/0 Stand des NKP: 2012-02-08 Name: DOM MEŠTIANSKY         |
| ja   | Datei hochladen | Bürgerhaus(sk) ObjektID: 602-2544/0                           | Dolná Ružová ul. 8 Standort KG: Banská Štiavnica Konskr.Nr.: 222     | radový                                                 | Reihenhaus                                                                  | č. NKP: 602-2544/0 Stand des NKP: 2012-02-08 Name: DOM MEŠTIANSKY         |
| ja   | Datei hochladen | Bürgerhaus(sk) ObjektID: 602-3352/0                           | Dolná Ružová ul. 9 Standort KG: Banská Štiavnica Konskr.Nr.: 223     | radový                                                 | Reihenhaus                                                                  | č. NKP: 602-3352/0 Stand des NKP: 2012-02-08 Name: DOM MEŠTIANSKY         |
| ja   | Datei hochladen | Pfarrhof(sk) ObjektID: 602-3353/0                             | Dolná Ružová ul. 10 Standort KG: Banská Štiavnica Konskr.Nr.: 224    | ev.a.v. - evanjelická fara                             | evangelisches Pfarrhaus                                                     | č. NKP: 602-3353/0 Stand des NKP: 2012-02-08 Name: FARA                   |
| ja   | Datei hochladen | Bürgerhaus(sk) ObjektID: 602-3354/0                           | Dolná Ružová ul. 13 Standort KG: Banská Štiavnica Konskr.Nr.: 227    | nárožný                                                | Eckhaus                                                                     | č. NKP: 602-3354/0 Stand des NKP: 2012-02-08 Name: DOM MEŠTIANSKY         |
| ja   | Datei hochladen | Wohnhaus(sk) ObjektID: 602-011974/1                           | Dolná Ružová ul. 14 Standort KG: Banská Štiavnica Konskr.Nr.: 228    | solitér - bytový dom                                   | Wohnhaus                                                                    | č. NKP: 602-011974/1 Stand des NKP: 2015-04-10 Name: Dom bytový           |
| ja   | Datei hochladen | Bürgerhaus(sk) ObjektID: 602-10720/0                          | Dolná Ružová ul. 16 Standort KG: Banská Štiavnica Konskr.Nr.:        |                                                        |                                                                             | č. NKP: 602-10720/0 Stand des NKP: 2012-02-08 Name: DOM MEŠTIANSKY        |
| ja   | Datei hochladen | Bürgerhaus(sk) ObjektID: 602-3356/0                           | Dolná Ružová ul. 22 Standort KG: Banská Štiavnica Konskr.Nr.: 235    | solitér                                                |                                                                             | č. NKP: 602-3356/0 Stand des NKP: 2012-02-08 Name: DOM MEŠTIANSKY         |
| ja   | Datei hochladen | Stollen(sk) ObjektID: 602-2611/0                              | Dolná ul. 0 Standort KG: Banská Štiavnica Konskr.Nr.:                | Svätotrojicná                                          |                                                                             | č. NKP: 602-2611/0 Stand des NKP: 2012-02-08 Name: ŠTÔLNA                 |
| ja   | Datei hochladen | Bürgerhaus(sk) ObjektID: 602-3323/0                           | Dolná ul. 5 Standort KG: Banská Štiavnica Konskr.Nr.: 842            | radový                                                 | Reihenhaus                                                                  | č. NKP: 602-3323/0 Stand des NKP: 2012-02-08 Name: DOM MEŠTIANSKY         |
| ja   | Datei hochladen | Bürgerhaus(sk) ObjektID: 602-2514/0                           | Dolná ul. 6 Standort KG: Banská Štiavnica Konskr.Nr.: 843            | nárožný                                                | Eckhaus                                                                     | č. NKP: 602-2514/0 Stand des NKP: 2012-02-08 Name: DOM MEŠTIANSKY         |
| ja   | Datei hochladen | Bürgerhaus(sk) ObjektID: 602-10783/0                          | Dolná ul. 11 Standort KG: Banská Štiavnica Konskr.Nr.: 849           | radový                                                 | Reihenhaus                                                                  | č. NKP: 602-10783/0 Stand des NKP: 2012-02-08 Name: DOM MEŠTIANSKY        |
| ja   | Datei hochladen | Bürgerhaus(sk) ObjektID: 602-10739/0                          | Dolná ul. 12 Standort KG: Banská Štiavnica Konskr.Nr.: 850,1795      | radový                                                 | Reihenhaus                                                                  | č. NKP: 602-10739/0 Stand des NKP: 2012-02-08 Name: DOM MEŠTIANSKY        |
| ja   | Datei hochladen | Bürgerhaus(sk) ObjektID: 602-10784/0                          | Dolná ul. 14 Standort KG: Banská Štiavnica Konskr.Nr.: 854           | radový                                                 | Reihenhaus                                                                  | č. NKP: 602-10784/0 Stand des NKP: 2012-02-08 Name: DOM MEŠTIANSKY        |
| ja   | Datei hochladen | Bürgerhaus(sk) ObjektID: 602-10785/0                          | Dolná ul. 15 Standort KG: Banská Štiavnica Konskr.Nr.: 855-6         | radový                                                 | Reihenhaus                                                                  | č. NKP: 602-10785/0 Stand des NKP: 2012-02-08 Name: DOM MEŠTIANSKY        |
| ja   | Datei hochladen | Fabrik(sk) ObjektID: 602-10786/0                              | Dolná ul. 18 Standort KG: Banská Štiavnica Konskr.Nr.: 861           | textilná,solitér - Schindlerka,továren na bieliz.      | Leinenweberei                                                               | č. NKP: 602-10786/0 Stand des NKP: 2012-02-08 Name: TOVÁREN               |
| ja   | Datei hochladen | Kapelle(sk) ObjektID: 602-2488/0                              | Dolná ul. 29 Standort KG: Banská Štiavnica Konskr.Nr.:               | r.k.sv.Alžbety                                         | römisch-katholische Kapelle St. Elisabeth                                   | č. NKP: 602-2488/0 Stand des NKP: 2012-02-08 Name: KAPLNKA                |
|      | Datei hochladen | Bergbaugebäude(sk) ObjektID: 602-3326/0                       | Družicová ul. 6 KG: Banská Štiavnica Konskr.Nr.:                     | valky                                                  |                                                                             | č. NKP: 602-3326/0 Stand des NKP: 2012-02-08 Name: DOM BANÍCKY            |
|      | Datei hochladen | Bergbaugebäude(sk) ObjektID: 602-3327/0                       | Družicová ul. 7 KG: Banská Štiavnica Konskr.Nr.: 531                 | kamen,valky                                            |                                                                             | č. NKP: 602-3327/0 Stand des NKP: 2012-02-08 Name: DOM BANÍCKY            |
|      | Datei hochladen | Bürgerhaus(sk) ObjektID: 602-2507/0                           | Farská ul. 1 KG: Banská Štiavnica Konskr.Nr.: 384                    |                                                        |                                                                             | č. NKP: 602-2507/0 Stand des NKP: 2012-02-08 Name: DOM MEŠTIANSKY         |
| ja   | Datei hochladen | Kirche(sk) ObjektID: 602-2487/0                               | Hella J.K. ul. 1 Standort KG: Banská Štiavnica Konskr.Nr.:           | r.k.P.M.Snežnej - Frauenbergsky kostol                 | römisch-katholische Kirche Jungfrau Maria? - Kirche Frauenberg              | č. NKP: 602-2487/0 Stand des NKP: 2012-02-08 Name: KOSTOL                 |
| ja   | Datei hochladen | Tor(sk) ObjektID: 602-2482/1                                  | Hella J.K. ul. 4 Standort KG: Banská Štiavnica Konskr.Nr.:           | vstupná - Piargska brána                               | Eingang - Piargskator                                                       | č. NKP: 602-2482/1 Stand des NKP: 2012-02-08 Name: BRÁNA OPEVNENIA        |
| BW   | Datei hochladen | Haus der Bergleute(sk) ObjektID: 602-3474/0                   | Hella J.K. ul. 12 Standort KG: Banská Štiavnica Konskr.Nr.: 414      |                                                        |                                                                             | č. NKP: 602-3474/0 Stand des NKP: 2012-02-08 Name: DOM BANÍCKY            |
| BW   | Datei hochladen | Bürgerhaus(sk) ObjektID: 602-11868/0                          | Hollého ul. 1 Standort KG: Banská Štiavnica Konskr.Nr.: 375          | schodiskový,solitér - meštiansky dom                   |                                                                             | č. NKP: 602-11868/0 Stand des NKP: 2012-11-16 Name: DOM MEŠTIANSKY        |
| BW   | Datei hochladen | Gedenkhaus(sk) ObjektID: 602-11734/0                          | Hollého ul. 4 Standort KG: Banská Štiavnica Konskr.Nr.: 378          | schodiskový, solitér - byty úradníkov tabakovej továr. |                                                                             | č. NKP: 602-11734/0 Stand des NKP: 2010-12-16 Name: DOM BYTOVÝ            |
| BW   | Datei hochladen | Bürgerhaus(sk) ObjektID: 602-11613/0                          | Hollého ul. 9 Standort KG: Banská Štiavnica Konskr.Nr.: 383          | solitér - Steigerovský dom                             | Haus Steigerov                                                              | č. NKP: 602-11613/0 Stand des NKP: 2012-02-08 Name: DOM MEŠTIANSKY        |
| BW   | Datei hochladen | Haus der Bergleute(sk) ObjektID: 602-11681/0                  | Horná Resla 8 Standort KG: Banská Štiavnica Konskr.Nr.: 473          | kamen,solitér                                          |                                                                             | č. NKP: 602-11681/0 Stand des NKP: 2012-02-08 Name: DOM BANÍCKY           |
| BW   | Datei hochladen | Haus der Bergleute(sk) ObjektID: 602-11892/0                  | Horná Resla 18 Standort KG: Banská Štiavnica Konskr.Nr.: 482         | murovaný - banícky dom                                 |                                                                             | č. NKP: 602-11892/0 Stand des NKP: 2013-04-11 Name: DOM BANÍCKY           |
| ja   | Datei hochladen | Gebäude in regionaltypischem Baustil(sk) ObjektID: 602-3333/0 | Horná Resla 28 Standort KG: Banská Štiavnica Konskr.Nr.: 492         |                                                        |                                                                             | č. NKP: 602-3333/0 Stand des NKP: 2012-02-08 Name: DOM LUDOVÝ             |
| BW   | Datei hochladen | Haus der Bergleute(sk) ObjektID: 602-10771/0                  | Horná Ružová ul. 4 Standort KG: Banská Štiavnica Konskr.Nr.:         | solitér                                                |                                                                             | č. NKP: 602-10771/0 Stand des NKP: 2012-02-08 Name: DOM BANÍCKY           |
| ja   | Datei hochladen | Haus der Bergleute(sk) ObjektID: 602-11957/1                  | Horná Ružová ul. 12 Standort KG: Banská Štiavnica Konskr.Nr.:        | solitér - dom banícky                                  |                                                                             | č. NKP: 602-11957/1 Stand des NKP: 2014-09-22 Name: DOM BANÍCKY           |
| ja   | Datei hochladen | Haus der Bergleute(sk) ObjektID: 602-11958/1                  | Horná Ružová ul. 13 Standort KG: Banská Štiavnica Konskr.Nr.:        | solitér - dom banícky                                  |                                                                             | č. NKP: 602-11958/1 Stand des NKP: 2014-09-22 Name: DOM BANÍCKY           |
| BW   | Datei hochladen | Gebäude in regionaltypischem Baustil(sk) ObjektID: 602-3355/0 | Horná Ružová ul. 20 Standort KG: Banská Štiavnica Konskr.Nr.: 255    | kamen                                                  |                                                                             | č. NKP: 602-3355/0 Stand des NKP: 2012-02-08 Name: DOM LUDOVÝ             |
| ja   | Datei hochladen | Stollen(sk) ObjektID: 602-2609/0                              | Kammerhofská ul. Standort KG: Banská Štiavnica Konskr.Nr.:           | Glanzenberg                                            | Glanzenberg                                                                 | č. NKP: 602-2609/0 Stand des NKP: 2012-02-08 Name: ŠTÔLNA                 |
| ja   | Datei hochladen | Sockel(sk) ObjektID: 602-3022/1                               | Kammerhofská ul. Standort KG: Banská Štiavnica Konskr.Nr.:           | hranolový - podstavec s nápisom                        | Sockel mit Inschrift                                                        | č. NKP: 602-3022/1 Stand des NKP: 2012-02-08 Name: PODSTAVEC              |
| ja   | Datei hochladen | Statue(sk) ObjektID: 602-3022/2                               | Kammerhofská ul. Standort KG: Banská Štiavnica Konskr.Nr.:           | Kmet Andrej - 1841-1908,botanik,knaz,..                | des Botanikers Andrej Kmeť                                                  | č. NKP: 602-3022/2 Stand des NKP: 2012-02-08 Name: SOCHA                  |
| ja   | Datei hochladen | Bürgerhaus(sk) ObjektID: 602-2517/0                           | Kammerhofská ul. 1 Standort KG: Banská Štiavnica Konskr.Nr.: 177     | nárožný                                                | Eckhaus                                                                     | č. NKP: 602-2517/0 Stand des NKP: 2012-02-08 Name: DOM MEŠTIANSKY         |
| ja   | Datei hochladen | Verwaltungsgebäude(sk) ObjektID: 602-2503/8                   | Kammerhofská ul. 2-3 Standort KG: Banská Štiavnica Konskr.Nr.: 178   | Kammerhof,komorský dvor                                | Kammergericht                                                               | č. NKP: 602-2503/8 Stand des NKP: 2012-02-08 Name: BUDOVA ADMINISTRATÍVNA |
| ja   | Datei hochladen | Bürgerhaus(sk) ObjektID: 602-2547/0                           | Kammerhofská ul. 4 Standort KG: Banská Štiavnica Konskr.Nr.: 179     | solitér                                                |                                                                             | č. NKP: 602-2547/0 Stand des NKP: 2012-02-08 Name: DOM MEŠTIANSKY         |
| ja   | Datei hochladen | Bürgerhaus(sk) ObjektID: 602-3317/0                           | Kammerhofská ul. 7 Standort KG: Banská Štiavnica Konskr.Nr.: 182     | solitér                                                |                                                                             | č. NKP: 602-3317/0 Stand des NKP: 2012-02-08 Name: DOM MEŠTIANSKY         |
| ja   | Datei hochladen | Bürgerhaus(sk) ObjektID: 602-2546/0                           | Kammerhofská ul. 8 Standort KG: Banská Štiavnica Konskr.Nr.: 183     | nárožný                                                | Eckhaus                                                                     | č. NKP: 602-2546/0 Stand des NKP: 2012-02-08 Name: DOM MEŠTIANSKY         |
| ja   | Datei hochladen | Bürgerhaus(sk) ObjektID: 602-3318/0                           | Kammerhofská ul. 9 Standort KG: Banská Štiavnica Konskr.Nr.: 184     | nárožný                                                | Eckhaus                                                                     | č. NKP: 602-3318/0 Stand des NKP: 2012-02-08 Name: DOM MEŠTIANSKY         |
| ja   | Datei hochladen | Bürgerhaus(sk) ObjektID: 602-2513/0                           | Kammerhofská ul. 13 Standort KG: Banská Štiavnica Konskr.Nr.: 189    | radový                                                 | Reihenhaus                                                                  | č. NKP: 602-2513/0 Stand des NKP: 2012-02-08 Name: DOM MEŠTIANSKY         |
| ja   | Datei hochladen | Bürgerhaus(sk) ObjektID: 602-3319/0                           | Kammerhofská ul. 15 Standort KG: Banská Štiavnica Konskr.Nr.: 190    | nárožný                                                | Eckhaus                                                                     | č. NKP: 602-3319/0 Stand des NKP: 2012-02-08 Name: DOM MEŠTIANSKY         |
| ja   | Datei hochladen | Bürgerhaus(sk) ObjektID: 602-2515/0                           | Kammerhofská ul. 16 Standort KG: Banská Štiavnica Konskr.Nr.: 191    | radový                                                 | Reihenhaus                                                                  | č. NKP: 602-2515/0 Stand des NKP: 2012-02-08 Name: DOM MEŠTIANSKY         |
| ja   | Datei hochladen | Bürgerhaus(sk) ObjektID: 602-3320/0                           | Kammerhofská ul. 17 Standort KG: Banská Štiavnica Konskr.Nr.: 192    | radový                                                 | Reihenhaus                                                                  | č. NKP: 602-3320/0 Stand des NKP: 2012-02-08 Name: DOM MEŠTIANSKY         |
| ja   | Datei hochladen | Bürgerhaus(sk) ObjektID: 602-2545/0                           | Kammerhofská ul. 18 Standort KG: Banská Štiavnica Konskr.Nr.: 193    |                                                        |                                                                             | č. NKP: 602-2545/0 Stand des NKP: 2012-02-08 Name: DOM MEŠTIANSKY         |
| ja   | Datei hochladen | Bürgerhaus(sk) ObjektID: 602-3321/0                           | Kammerhofská ul. 21 Standort KG: Banská Štiavnica Konskr.Nr.: 196    | solitér                                                |                                                                             | č. NKP: 602-3321/0 Stand des NKP: 2012-02-08 Name: DOM MEŠTIANSKY         |
| ja   | Datei hochladen | Bürgerhaus(sk) ObjektID: 602-2516/0                           | Kammerhofská ul. 25 Standort KG: Banská Štiavnica Konskr.Nr.: 200    | hlavný banský úrad                                     | Hauptbergamt                                                                | č. NKP: 602-2516/0 Stand des NKP: 2012-02-08 Name: DOM MEŠTIANSKY         |
| ja   | Datei hochladen | Bürgerhaus(sk) ObjektID: 602-2512/0                           | Kammerhofská ul. 26-27 Standort KG: Banská Štiavnica Konskr.Nr.: 201 | nárožný - Pacherštôlna                                 | Eckhaus                                                                     | č. NKP: 602-2512/0 Stand des NKP: 2012-02-08 Name: DOM MEŠTIANSKY         |
| ja   | Datei hochladen | Skulptur(sk) ObjektID: 602-3377/0                             | Kammerhofská ul. 29 Standort KG: Banská Štiavnica Konskr.Nr.:        | Panna Mária,Kristus-Pieta                              | Jungfrau Maria - Pieta                                                      | č. NKP: 602-3377/0 Stand des NKP: 2012-02-08 Name: SÚSOŠIE                |
| ja   | Datei hochladen | Lager(sk) ObjektID: 602-3322/0                                | Kammerhofská ul. 31 Standort KG: Banská Štiavnica Konskr.Nr.:        |                                                        |                                                                             | č. NKP: 602-3322/0 Stand des NKP: 2012-02-08 Name: SKLAD                  |
| ja   | Datei hochladen | Bürgerhaus(sk) ObjektID: 602-2527/0                           | Kmeta A. ul. 2 Standort KG: Banská Štiavnica Konskr.Nr.: 113         | nárožný                                                | Eckhaus                                                                     | č. NKP: 602-2527/0 Stand des NKP: 2012-02-08 Name: DOM MEŠTIANSKY         |
| ja   | Datei hochladen | Bürgerhaus(sk) ObjektID: 602-2503/9                           | Kmeta A. ul. 4 Standort KG: Banská Štiavnica Konskr.Nr.: 114         | prejazdový,radový - Krecmáryovský dom                  | Reihenhaus mit Durchgang - Haus Krecmáryov                                  | č. NKP: 602-2503/9 Stand des NKP: 2012-02-08 Name: DOM MEŠTIANSKY         |
| ja   | Datei hochladen | Bürgerhaus(sk) ObjektID: 602-2522/0                           | Kmeta A. ul. 5 Standort KG: Banská Štiavnica Konskr.Nr.: 117         | nárožný                                                | Eckhaus                                                                     | č. NKP: 602-2522/0 Stand des NKP: 2012-02-08 Name: DOM MEŠTIANSKY         |
| ja   | Datei hochladen | Bürgerhaus(sk) ObjektID: 602-3339/0                           | Kmeta A. ul. 6 Standort KG: Banská Štiavnica Konskr.Nr.: 118         | radový                                                 | Reihenhaus                                                                  | č. NKP: 602-3339/0 Stand des NKP: 2012-02-08 Name: DOM MEŠTIANSKY         |
| ja   | Datei hochladen | Bürgerhaus(sk) ObjektID: 602-2521/0                           | Kmeta A. ul. 7 Standort KG: Banská Štiavnica Konskr.Nr.: 119,120     |                                                        |                                                                             | č. NKP: 602-2521/0 Stand des NKP: 2012-02-08 Name: DOM MEŠTIANSKY         |
| ja   | Datei hochladen | Bürgerhaus(sk) ObjektID: 602-3340/0                           | Kmeta A. ul. 9 Standort KG: Banská Štiavnica Konskr.Nr.: 121         | priechodový,radový - Jungov dom                        | Reihenhaus mit Durchgang - Haus Jungov                                      | č. NKP: 602-3340/0 Stand des NKP: 2012-02-08 Name: DOM MEŠTIANSKY         |
| ja   | Datei hochladen | Bürgerhaus(sk) ObjektID: 602-2520/0                           | Kmeta A. ul. 10 Standort KG: Banská Štiavnica Konskr.Nr.: 122        | radový                                                 | Reihenhaus                                                                  | č. NKP: 602-2520/0 Stand des NKP: 2012-02-08 Name: DOM MEŠTIANSKY         |
| ja   | Datei hochladen | Bürgerhaus(sk) ObjektID: 602-3341/0                           | Kmeta A. ul. 11 Standort KG: Banská Štiavnica Konskr.Nr.: 123        | radový                                                 | Reihenhaus                                                                  | č. NKP: 602-3341/0 Stand des NKP: 2012-02-08 Name: DOM MEŠTIANSKY         |
| ja   | Datei hochladen | Bürgerhaus(sk) ObjektID: 602-2519/0                           | Kmeta A. ul. 12 Standort KG: Banská Štiavnica Konskr.Nr.: 124        | radový                                                 | Reihenhaus                                                                  | č. NKP: 602-2519/0 Stand des NKP: 2012-02-08 Name: DOM MEŠTIANSKY         |
| ja   | Datei hochladen | Bürgerhaus(sk) ObjektID: 602-2525/0                           | Kmeta A. ul. 13 Standort KG: Banská Štiavnica Konskr.Nr.: 125        | nárožný                                                | Eckhaus                                                                     | č. NKP: 602-2525/0 Stand des NKP: 2012-02-08 Name: DOM MEŠTIANSKY         |
| ja   | Datei hochladen | Bürgerhaus(sk) ObjektID: 602-3342/0                           | Kmeta A. ul. 14 Standort KG: Banská Štiavnica Konskr.Nr.: 126        | radový                                                 | Reihenhaus                                                                  | č. NKP: 602-3342/0 Stand des NKP: 2012-02-08 Name: DOM MEŠTIANSKY         |
| ja   | Datei hochladen | Bürgerhaus(sk) ObjektID: 602-2524/0                           | Kmeta A. ul. 15,22 Standort KG: Banská Štiavnica Konskr.Nr.: 127,332 | radový - Flemingovský dom                              | Reihenhaus - Haus Flemingov                                                 | č. NKP: 602-2524/0 Stand des NKP: 2012-02-08 Name: DOM MEŠTIANSKY         |
| ja   | Datei hochladen | Bürgerhaus(sk) ObjektID: 602-3343/0                           | Kmeta A. ul. 16 Standort KG: Banská Štiavnica Konskr.Nr.: 128        | radový                                                 | Reihenhaus                                                                  | č. NKP: 602-3343/0 Stand des NKP: 2012-02-08 Name: DOM MEŠTIANSKY         |
| ja   | Datei hochladen | Bürgerhaus(sk) ObjektID: 602-2518/0                           | Kmeta A. ul. 18 Standort KG: Banská Štiavnica Konskr.Nr.: 130,23     | nárožný                                                | Eckhaus                                                                     | č. NKP: 602-2518/0 Stand des NKP: 2012-02-08 Name: DOM MEŠTIANSKY         |
| ja   | Datei hochladen | Schule(sk) ObjektID: 602-11691/0                              | Kutnohorská ul. 1 Standort KG: Banská Štiavnica Konskr.Nr.: 603      | chodbová,solitér - Evanjelický ucitelský ústav         | Evangelisches Lehrinstitut                                                  | č. NKP: 602-11691/0 Stand des NKP: 2012-02-08 Name: ŠKOLA                 |
|      | Datei hochladen | Verpackungszentrum(sk) ObjektID: 602-11326/0                  | Licharda D. ul. 1 KG: Banská Štiavnica Konskr.Nr.: I.273             | solitér - Triediaren rúd,obytný dom                    | Wohnhaus                                                                    | č. NKP: 602-11326/0 Stand des NKP: 2012-02-08 Name: TRIEDIAREN RÚD        |
| ja   | Datei hochladen | Bürgerhaus(sk) ObjektID: 602-3334/0                           | Malá Okružná ul. 3 Standort KG: Banská Štiavnica Konskr.Nr.: 261     | solitér                                                |                                                                             | č. NKP: 602-3334/0 Stand des NKP: 2012-02-08 Name: DOM MEŠTIANSKY         |
| ja   | Datei hochladen | Bürgerhaus(sk) ObjektID: 602-11712/0                          | Malá Okružná ul. 4 Standort KG: Banská Štiavnica Konskr.Nr.: 262     | murovaný - dom so zamurovanou štôlňou                  |                                                                             | č. NKP: 602-11712/0 Stand des NKP: 2010-08-26 Name: DOM MEŠTIANSKY        |
| ja   | Datei hochladen | Bürgerhaus(sk) ObjektID: 602-11932/0                          | Malá Okružná ul. 5 Standort KG: Banská Štiavnica Konskr.Nr.: 263     | solitér - meštiansky dom                               |                                                                             | č. NKP: 602-11932/0 Stand des NKP: 2013-11-19 Name: DOM MEŠTIANSKY        |
| ja   | Datei hochladen | VÝROBNA BRYNDZE ObjektID: 602-11273/1                         | Mládežnícka ul. 11-12 Standort KG: Banská Štiavnica Konskr.Nr.: 765  | solitér                                                |                                                                             | č. NKP: 602-11273/1 Stand des NKP: 2012-02-08 Name: VÝROBNA BRYNDZE       |
| ja   | Datei hochladen | Handwerkerhaus(sk) ObjektID: 602-11273/2                      | Mládežnícka ul. 13 KG: Banská Štiavnica Konskr.Nr.: 766              | solitér                                                |                                                                             | č. NKP: 602-11273/2 Stand des NKP: 2012-02-08 Name: DOM REMESELNÍCKY      |
| ja   | Datei hochladen | Fabrikanlage(sk) ObjektID: 602-11274/0                        | Mládežnícka ul. 14-20 KG: Banská Štiavnica Konskr.Nr.: 767           | na obuv - Brettschneiderova továren                    | Brettschneider Schuhfabrik                                                  | č. NKP: 602-11274/0 Stand des NKP: 2012-02-08 Name: TOVÁREN               |
|      | Datei hochladen | Kirche(sk) ObjektID: 602-1262/1                               | Moyzesova ul. 1 KG: Banská Štiavnica Konskr.Nr.: 247                 | r.k.sv.Anny                                            | römisch-katholische Kirche St. Anna                                         | č. NKP: 602-1262/1 Stand des NKP: 2012-02-08 Name: KOSTOL                 |
|      | Datei hochladen | Bildstock(sk) ObjektID: 602-1262/2                            | Moyzesova ul. KG: Banská Štiavnica Konskr.Nr.:                       | Panna Mária                                            | Jungfrau Maria                                                              | č. NKP: 602-1262/2 Stand des NKP: 2012-02-08 Name: SOCHA NA STLPE         |
|      | Datei hochladen | Kreuz(sk) ObjektID: 602-1262/3                                | Moyzesova ul. KG: Banská Štiavnica Konskr.Nr.:                       | kamen                                                  |                                                                             | č. NKP: 602-1262/3 Stand des NKP: 2012-02-08 Name: KRÍŽ                   |

## Legende
Die Tabelle enthält im Einzelnen folgende Informationen:
| Foto:                    | Fotografie des Denkmals. |
| Denkmal / č. ÚZPF:       | Die Übersetzung der Bezeichnung des Denkmals, wie sie vom Slowakischen Denkmalamt (Pamiatkový úrad Slovenskej republiky) verwendet wird. Die Originalbezeichnung ist unter dem Fragezeichen angegeben. Fehlt die Übersetzung, so wird die Originalbezeichnung direkt angezeigt. Weiters ist die Objekt-Identifikationsnummer (Objekt ID) angeführt. Sie ist die offizielle, in der Slowakei eindeutige Nummer č. ÚZPF inklusive der zugehörigen Zählnummer, wie sie in den Daten des Denkmalamtes angegeben wird. Da diese nur innerhalb eines Landkreises gezählt wird, ist dessen Nummer der Denkmalnummer vorangestellt. |
| Standort:                | Wenn in der Liste vorhanden, ist die Adresse angegeben. In Klammern kann sich noch eine zusätzliche Adresse befinden, wenn es beispielsweise ein Eckhaus ist. Bei freistehenden Objekten ohne Adresse (zum Beispiel bei Bildstöcken) ist eine Adresse angegeben, die in der Nähe des Objekts liegt. Durch Aufruf des Links Standort wird die Lage des Denkmals in verschiedenen Kartenprojekten angezeigt. Darunter sind die Katastralgemeinde (KG) und, wenn vorhanden, die Konskriptionsnummer (Konskr. Nr.) angegeben.                                                                                                   |
| Offizielle Beschreibung: | Es ist die Kurzbeschreibung auf Slowakisch, wie sie in den offiziellen Listen angegeben ist, eingetragen. |
| Beschreibung:            | Kurze Angaben zum Denkmal auf Deutsch. |
| Metadaten:               | Zusätzlich werden, wenn in den persönlichen Einstellungen das Helferlein Dauerhaftes Einblenden von Metadaten aktiviert ist, ebensolche angezeigt. |

- Karte mit allen Koordinaten:
- OSM |
- WikiMap